# Municipio de Bison
El municipio de Bison (en inglés: Bison Township) es un municipio ubicado en el condado de Perkins en el estado estadounidense de Dakota del Sur. En el año 2010 tenía una población de 24 habitantes y una densidad poblacional de 0,27 personas por km².

## Geografía
El municipio de Bison se encuentra ubicado en las coordenadas 45°31′1″N 102°32′15″O / 45.51694, -102.53750. Según la Oficina del Censo de los Estados Unidos, el municipio tiene una superficie total de 90.55 km², de la cual 89,7 km² corresponden a tierra firme y (0,94 %) 0,85 km² es agua.

## Demografía
Según el censo de 2010, había 24 personas residiendo en el municipio de Bison. La densidad de población era de 0,27 hab./km². De los 24 habitantes, el municipio de Bison estaba compuesto por el 91,67 % blancos, el 8,33 % eran amerindios. Del total de la población el 0 % eran hispanos o latinos de cualquier raza.